# سيمنز هالسكي ش 14
سيمنز هالسكي ش 14 عبارة عن محرك شعاعي سباعي الأسطوانات بتبريد هوائي للطائرات المنتجة في ألمانيا في عشرينيات وثلاثينيات القرن العشرين. تم تشغيله لأول مرة عام 192 ، وتم تصنيفه بـقوة 93 كيلوواط (125   حصان).

## التطبيقات
- الباتروس إل 82
- Ambrosini SAI.3
- Ambrosini SAI.10
- BFW M.23
- BFW M.29
- BFW M.35
- بلوم &amp; فوس ها 135
- Bücker Bü 133 C Jungmeister
- احمد علي محمد الحربي 342
- فليتنر Fl 185
- فليتنر ف 265
- فليتنر فلير 282
- Focke-Wulf C.20
- Focke-Wulf C.30 Heuschrecke
- فوك وولف فو 44
- Focke-Wulf Fw 61
- هاينكل هي 72
- LWD Szpak
- LWD Zuch
- نوري ديميراج نو D.38
- Prudden XM-1
- Prudden TM-1
- RWD-17W
- روجوزارسكي SIM-VIII
- روجوزارسكي SIM-XI
- SIM-II
- VL Viima